# Mitrella
Mitrella es un género de plantas fanerógamas con ocho especies perteneciente a la familia de las anonáceas. Son nativas del sudeste de Asia hasta Nueva Guinea.

## Taxonomía
El género fue descrito por Friedrich Anton Wilhelm Miquel y publicado en Annales Museum Botanicum Lugduno-Batavi 2: 38. 1865.  La especie tipo es: Mitrella kentii

## Especies
| - Mitrella aberrans - Mitrella beccarii - Mitrella dielsii - Mitrella kentii | - Mitrella ledermannii - Mitrella mesnyi - Mitrella schlechteri - Mitrella silvatica |